# 道森維爾 (馬里蘭州)
道森維爾（英語：Dawsonville）是位於美國馬里蘭州蒙哥馬利縣的一個非建制地區。

## 地理
道森維爾所處的海拔為高於海平面93米（即305英呎），而該地所採用的時區為UTC-5，即北美东部時區（EST）。同時該地設有夏令時間，為UTC-5調快一小時，即UTC-4（EDT）。